# Râul Trestia, Cașoca
Râul Trestia este un curs de apă, afluent al râului Cașoca. 

## Hărți
- Harta Munții Buzăului [nefuncțională – arhivă]
- Harta Siriu - Trasee Montane